# Slash fiction

Il simbolo "slash", usato per separare i nomi dei due uomini, dai quali prende nome la slash fiction.

Slash fiction è un particolare sottogenere di fan fiction, focalizzato sulla rappresentazione di relazioni sessuali o romantiche tra due o più personaggi dello stesso sesso (tipicamente maschili). Questi personaggi non hanno necessariamente un rapporto di qualche tipo nell'ambito della serie originale.
Mentre originariamente il termine era riservato alla categoria di fiction che aveva come elemento primario della trama l'evoluzione della relazione tra i partner maschili nelle modalità esplicite della letteratura per adulti, adesso è più genericamente usato per descrivere qualunque coppia (pairing) i cui componenti siano entrambi maschi.
Il termine può anche essere applicato per indicare le fan fiction incentrate sul rapporto tra personaggi femminili; comunque, molti fan preferiscono distinguere il femslash come un genere separato.
Il nome deriva dall'uso del carattere tipografico barra, in inglese slash (/) inserito in mezzo ai nomi dei personaggi sui quali è basata la storia, contrapposto a quello del carattere et, l’inglese ampersand (&), che convenzionalmente indica fiction basate sulla semplice amicizia.

## Storia
Benché si creda che lo slash sia nato direttamente come fan fiction dai contenuti puramente omosessuali, si è invece evoluto da qui fino a comprendere una definizione più ampia.
Le radici delle slash fiction possono essere fatte risalire al diciannovesimo secolo, quando autrici vittoriane rimaneggiarono dei racconti su Sherlock Holmes, fino a evidenziare un interesse omoerotico tra il detective privato ed il suo assistente, Dottor Watson. Dopo una breve ondata di interesse ed entusiasmo, comunque, il genere divenne tabù.
È comunemente riconosciuto che ai giorni nostri le slash fiction trovino origine tra i fan di Star Trek, con le storie del genere Kirk/Spock che fecero la loro prima apparizione sul finire degli anni '70, generalmente ad opera di appassionate femminili della serie. Non sorprendentemente, queste moderne fan fiction forse contribuirono alla popolarità di Star Trek. Slash fu un termine coniato originariamente come definizione dispregiativa di un certo genere di fan fiction e, per un certo periodo, slash e “K/S” (per “Kirk/Spock”) furono utilizzati come intercambiabili.
Più tardi, molti autori, come ad esempio Joanna Russ, studiarono ed analizzarono il fenomeno, scrissero saggi e diedero al genere una veste più accademica.
A partire da questo, una crescente tolleranza ed accettazione dell'omosessualità e la frustrazione per come le relazioni gay venivano rappresentate dai canali di comunicazione principali, alimentò in molti autori un sempre più diffuso desiderio di esplorare il soggetto con le proprie capacità, utilizzando personaggi tratti dai media. La slash fiction seguì Star Trek, come uno spin-off che segue una serie originale e si diffuse rapidamente ad altri programmi televisivi, film e libri.

## Loslashai giorni nostri
Le slash fiction continuano ad avere largo seguito sui media e vengono continuamente prodotte nuove storie. I lettori e scrittori di slash fiction tendono ad aderire strettamente alla fonte canonica delle loro fiction ed a creare dei fandom attorno ad ogni particolare origine. Comunque, molti partecipanti seguono i contenuti slash creati da un certo fandom senza necessariamente essere stati appassionati della serie dalla quale il materiale è stato tratto. Ognuno dei diversi, e spesso molto chiusi, fandom slash, ha le proprie regole e le proprie etichette, così come la propria tradizione, racconti ed autori favoriti. Si possono tracciare correlazioni dirette tra la popolarità, il grado di attività di ogni fandom e quella della fonte del materiale.
Molta gente, in tempo recenti, concepisce il leggere e/o scrivere slash come un normale hobby. È diventato così popolare che è diventata abituale, in particolare su Internet, la nascita di comunità basate sul genere, per condividere gli interessi. Lo slash comunemente è basato su un particolare programma di fantasia e, benché molte persone abbiano avuto successo proprio grazie alla scrittura di romanzi slash, è più comune che gli autori rimangano anonimi, servendosi di un nickname.
I siti slash aggiornano frequentemente la loro posta e tutti gli altri scritti, inviando riscontri e giudizi sui lavori condivisi.

## Una definizione ambigua
Il termine slash fiction racchiude in sé diversi ambigui significati.
Benché non sia esattamente in linea con la definizione originale, si ritiene che molti lavori pubblicati siano slash fiction anche se non sono stati creati dai fan. Ciò è probabilmente dovuto alla relativa assenza di relazioni omosessuali nella versione in canone del materiale d'origine. Ad esempio, in Star Trek rapporti gay o lesbici compaiono molto raramente al di fuori dell'ambito dell'Universo dello Specchio (come accade una volta in un episodio di DS9); comunque, il romanzo Killing Time di Della van Hise, del 1985, include una relazione omosessuale,  così come diversi lavori successivi, tra i quali Section 31, del 2001, e Rogue, di Andy Mangles e Micheal A. Martin. Anche i lavori di molti altri scrittori che contengono temi o personaggi omosessuali potrebbero essere descritti molto bene come slash fiction.
A causa della mancanza di relazioni omosessuali in-canone nella fonte tratta dai media, molti sono arrivati a considerare le slash fiction come creazioni esclusivamente al di fuori del canone. È stato ipotizzato che il termine slash fiction si possa applicare solo quando la relazione descritta non è parte del plot originale, e che escluda quelle fan fiction che si basano su una relazione tra personaggi dello stesso sesso compresa nel canone.
La recente comparsa sugli schermi di personaggi apertamente gay o bisessuali, ad esempio Willow e Tara nel serial televisivo Buffy l'ammazzavampiri, Jack Harkness nel Doctor Who e Torchwood, e molti dei protagonisti di Queer as Folk, ha aggiunto molto materiale a questa discussione. In ogni caso, dato che questa definizione più ristretta lascerebbe molte storie prive di una adeguata classificazione, la distinzione non viene comunemente adottata.
Lo slash è anche presente in molti fandom fondati su anime e manga giapponesi, ma è indicato come shōnen'ai o yaoi quando la relazione riguarda coppie di personaggi maschili, e shōjo-ai o yuri se è relativo a coppie lesbiche.
In seguito alla crescente popolarità e diffusione dello slash in Internet in anni recenti, si è cominciato ad usare il termine per indicare qualunque fiction di argomento erotico, qualunque sia il tipo di relazione trattato.

## Classificazione del contenuto ed avvertimenti
Le slash fiction, al pari di altre fanfiction, talvolta prendono a prestito la scala detta MPAA  (dal Motion Picture Association of America film-rating system), usando le categorie G, PG, PG13, R e NC17 per indicare la quantità di contenuti sessuali nelle storie. Non tutte le slash fiction hanno espliciti contenuti sessuali, anche se potrebbe essere bene tenere presente che se una storia dichiara di essere o di contenere slash ed è non-classificata è probabile che lo slash sia esplicito. L'interazione tra due personaggi comunque può anche essere innocente, come stringersi le mani o scambiarsi un casto bacio. Come risulta dalle edizioni del trademark sull'uso del sistema di valutazione MPAA, alcuni fandom hanno creato propri sistemi di valutazione. Se una vicenda contiene temi che possono offendere o che alcuni lettori possono trovare disturbanti (stupro, incesto, BDSM, relazione con minori, e eventualmente sesso etero), è considerato cortese includere degli avvertimenti in cima alla storia. Alcuni siti richiedono che tutte le storie siano dotate di classificazione e avvertimenti, e spesso che vengano sottoposte ad un beta-reader, un primo lettore qualificato che si offre a ricoprire, per l'autore, un ruolo analogo a quello di revisore delle bozze per un editore. Talvolta il termine ‘no-lemon’ viene usato per indicare fanfiction prive di contenuti sessuali. Qualunque cosa con contenuti sessuali espliciti può, all'opposto, essere etichettata come ‘Lemon’. I termini ‘lemon’ e ‘lime’ derivano dai fandom degli anime yaoi. ‘Lemon’ si riferisce ad una serie anime, considerata a suo tempo pornografica, Cream Lemon. La parola ‘lime’ viene usata per indicare quelle storie che contengono solo una leggera componente erotica, analoga alla categoria PG13 riguardo a un film.

## Controversia sulloslash
Lo slash è frequentemente oggetto di polemica, in quanto è stato spesso sostenuto che il rappresentare i personaggi in modalità così distanti da quelle illustrate canonicamente ne offuschi in qualche modo l'immagine. In ogni caso gli scrittori slash si basano sul fatto che gli orientamenti sessuali e romantici non sono entità fisse, e che è impossibile dire l'ultima parola sullo status di etero, gay o bisessuale di un personaggio senza il parere ufficiale del suo creatore.
Una certa percentuale di fan writers seleziona il proprio fandom perché è convinta che la loro scelta sia una possibilità credibile nell'universo da loro scelto, e che il creatore originale non scriverà nulla di contrario per timore di perdere in popolarità. Ad esempio, le fan fiction su Angel/Spike, all'interno del fandom su Buffy: nei commenti del DVD della serie Angel (episodio "A Hole in the World"), Joss Whedon, il creatore, dice: «Spike e Angel… sono stati insieme per anni e anni e anni. Sono stati quanto di più deviante si possa diventare. E qualcuno pensa che non abbiano mai… Andiamo, gente! Sono ragazzi moderni!».

E Spike dice: «Angel ed io non siamo mai stati intimi. Eccetto quella volta…» ad Illyria, nell'episodio Power Play. Questo è stato interpretato come una evidente conferma da una parte del fandom, e situazioni simili si sono verificate riguardo a molte relazioni basate su altri programmi, come Smallville, The O.C. e Supernatural.
All'interno della fandom del telefilm Supernatural il fattore slash è molto presente, tanto da essere stato anche nominato e discusso dai protagonisti stessi nell'episodio "Il Mostro Alla Fine Del Libro" della quarta serie. Sempre del medesimo telefilm è molto seguita anche la coppia formata dal protagonista Dean e dall'angelo Castiel, al punto che i due hanno vinto il concorso come "miglior coppia romantica della TV" indetto da Entertainment Weekly nel 2011.
Occasionalmente, alcune forme di fiction erotiche possono risultare particolarmente controverse, ad esempio, quando lo slash coinvolge personaggi minorenni (a volte si parla di chanslash, unendo il suffisso giapponese che, accoppiato al nome, indica un bambino o una donna). Questo è a volte il caso dello slash incentrato sull'universo di Harry Potter di J. K. Rowling. Comunque, l'ostacolo viene facilmente aggirato raffigurando il protagonista in anni successivi a quelli dei primi volumi e, infatti, questo personaggio, vista la grande popolarità dei recenti libri e film, è al centro di uno dei fandom più vasti e attivi in Italia, una larga parte dei quali basati sullo slash.

## Slashsu persone reali
Frequentemente definito RPS, questo tipo di slash fiction sfrutta la popolarità dell'industria della musica pop, in particolare quella delle boy band tra fine anni '90, e primi anni del 2000. Questi gruppi di cantanti, come i NSYNC o i Backstreet Boys, la cui immagine era attentamente calibrata per rivolgersi ad un pubblico di ragazze e giovani donne, sono stati utilizzati come soggetti dagli autori slash, esattamente come se fossero personaggi fittizi.
Le RPS usano l'immagine pubblica di musicisti, figure sportive, attori, e persino noti personaggi politici.
La legalità dell'usare nomi reali può essere messa in discussione, quindi gli autori premettono frequentemente un disclamer che specifica chiaramente che la storia è frutto di fantasia.

Un altro espediente spesso utilizzato è l'Universo Alternativo, dove si utilizza il nome e la personalità della RP, ma situandola in un altro periodo storico, per evitare malintesi.

## Evoluzione delloslash
In anni recenti, le slash fiction si stanno avviando a diventare materiale di analisi letteraria, e con l'aiuto di Internet per promuovere e distribuire il materiale in modo multimediale e la crescente diffusione del “fenomeno slash”, stanno cominciando ad apparire nuove forme di slash (al di là della narrativa di fan fiction).

### Fanart slash
In aggiunta alla forma letteraria, i fan creano anche fanart, unendo immagini dei personaggi delle coppie di loro scelta in contesti di relazione sessuale. In anni recenti,  la diffusione di software sempre più avanzati, come Adobe Photoshop ha permesso agli artisti slash di manipolare le fotografie dei loro soggetti preferiti per produrre immagini romantiche o erotiche, spesso definite manips, che implicano un'interazione omosessuale, statica o animata.

Prima dell'avvento degli home computer, in ogni caso, le fanart erano disegnate a mano, con le più varie tecniche: a matita, a china, dipinte.
Questo tipo di immagini hanno una stretta connessione con la narrativa slash, tanto che a volte le fiction sono accompagnate da links che rimandano ad illustrazioni che le hanno ispirate.